# Enderûnlu Fâzıl

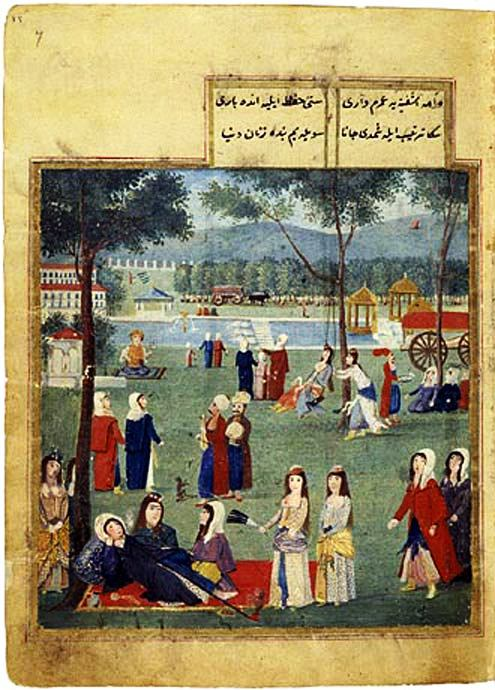
Ausschnitt aus einer Miniatur aus dem Zenannâme

Enderûnlu Hüseyin Fâzıl Bey (osmanisch حسين فاضل بك اندرونى Hüseyin Fâzıl Bey Enderûnî; * um 1757 in Akkon; † Dezember 1810 in Istanbul) war ein osmanischer Dīwān- und Masnawī-Dichter sowie Satiriker.
Fâzıl Bey, der offen mit seiner Homosexualität umging, erlangte Bekanntheit durch seine posthum veröffentlichten erotischen Werke, darunter auch das von ihm auf Drängen seines Liebhabers ungern verfasste und erste im Osmanischen Reich verbotene Zenannâme / زناننامه / ‚Buch der Frauen‘, in dem er die Vorzüge und Nachteile von Frauen aus verschiedenen Nationen schildert.

## Leben
Fâzıl Bey war ein Enkelsohn Zahir Ömers und Sohn Ali Tâhirs, die gegen die Hohe Pforte rebellierten und 1775 beziehungsweise 1776 getötet wurden. Nach dem Tod seines Vaters ging Fâzıl Bey nach Istanbul, wo er zur Ausbildung in der Enderun Palastschule (Enderûn-i Hümâyûn / اندرون همايون) aufgenommen wurde. 1783 folgte die Entlassung von der Schule, als gleichgeschlechtliche Liebesintrigen bekannt wurden. 1799 wurde er wegen satirischer Schriften nach Rhodos verbannt und kehrte erst nach Verlust seines Augenlichts zurück. Sein restliches Leben verbrachte Fâzıl Bey im Krankenbett; sein Grab befindet sich in Eyüp.

## Werke
- Divan / ديوان.
- Defter-i Aşk / دفتر عشق / ‚Buch der Liebe‘.
- Hûbannâme / خوباننامه / ‚Buch der Schönen [Männer]‘.
- Zenannâme / زناننامه / ‚Buch der Frauen‘.
- Çenginâme / چنگينامه / ‚Buch der männlichen Tänzer‘.